# Lou Bouil-abaïsso
Lou Bouil-abaïsso, avec comme sous-titre Journaou poupulari en vers prouvençaous (Journal en vers provençaux, languedociens et comtadins) est un journal hebdomadaire qui paraît de 1841 à 1846 sous la direction de Joseph Desanat. 
Augustin Fabre, Antoine-Blaise Crousillat ou Jean-Baptiste Gaut y contribuent régulièrement.